# Konopians
Konopians – polski zespół muzyczny grający reggae, powstały w 1996 roku w Czeladzi. Muzyka KoNoPiAnS, przez członków formacji określana mianem old school reggae, nawiązuje stylistycznie do jamajskich gatunków początku lat sześćdziesiątych, takich jak ska, rocksteady, skinhead reggae.

## Historia
Skład zespołu ustabilizował się w 2000 roku, po kilkuletniej przerwie w graniu spowodowanej tragiczną śmiercią basisty Romana "Leona" Lewandowskiego, która miała miejsce w 1997 roku. Zespół wielokrotnie koncertował z takimi artystami jak Skankan, Bakshish, Skampararas, Sari Ska Band. W sierpniu 2001 roku grał przez dwa tygodnie na Mierzei Helskiej. Obecnie zespół ma na koncie ok. 400 koncertów zarówno w kraju jak i za granicą. 
Pierwsze wydawnictwo fonograficzne KoNoPiAnS to singel zatytułowany Quantalaya, który zespół zrealizował samodzielnie w 2004 roku, pod szyldem Zagłębiowskiej Sceny Reggae. Records. Znalazły się na nim utwory znane wcześniej z koncertów.
Pierwsza płytę długogrającą zespół nagrał w 2006 roku. Album wydany przez wytwórnie Lou & Rocked Boys zatytułowany jest One Way. Znalazło się na nim piętnaście utworów, z czego sześć nagranych zostało z udziałem, znanego z takich projektów jak Izrael czy Brygada Kryzys, Roberta Brylewskiego. Płyta spotkała się z dobrym przyjęciem, czego przykładem może być pozytywna opinia na jej temat Monty Montgomery'ego, członka zespołu Symarip i szereg pozytywnych recenzji.
27 grudnia 2008 r. w wypadku samochodowym w Holandii zginął basista zespołu, Darek "Dareczek" Jagiełka.

## Aktualny skład
- Marcin "Cozer" Markiewicz – (trąbka & vocal)
- Roman Czopik – (gitara rytmiczna)
- Tomasz "Rudi" Fabryczny – (gitara basowa & vocal)
- Mariusz "Orzeł" Orzełowski - (gitara solowa)
- Bartek "Papajah" Papaj - (perkusja)
- Konstanty "Baniak" Janiak - (puzon)
- Sebastian Lorek - (klawisze)

## Dyskografia
- Quantalaya – singel (2004)
- One Way (2006)
- eSTiOuPi (2011)
- MENTAL SKATAKLISM (2014)

Składanki V/A:
„TheBestReggae...ever!” (2o12r - EMI Music Polska) - utwór: „Bam!Bam!Boom!”
„PŁYTA MARIACKA (Live)” (2o12r – Falami) - utwory: „Partizana” i „DuszęSię”
„SEALESIA” (2o11r – Falami) - utwór: „DuszęSię”
„PUNKY REGGAE ROCKERS 2” (2oo8r- Lou & Rocked Boys) – utwór: ”Partizana”
„PUNKY REGGAE ROCKERS 1” (2oo7r - Lou & Rocked Boys) – utwór: ”SłodkiSen”
„REGGAEBEAT #2 (czasopismo- Jimmy Jazz Records’2oo6r) – utwory: ”SłodkiSen” i „GoldRock”